# Михайленко Віра Володимирівна
Михайленко Віра Володимирівна — голова Вищого антикорупційного суду України, з 14 лютого 2023 року.

## Біографія
Віра Михайленко має вищу юридичну освіту. Кандидатка юридичних наук.
14 лютого 2023 року суддю Віру Михайленко було призначено головою Вищого антикорупційного суду України (ВАКС). Відомо, що вона працювала суддею ВАКС із 2019 року. До призначення головою була суддею-спікеркою Вищого антикорупційного суду.
До цього Віра Михайленко займалась адвокатською діяльністю. Зокрема, згідно з даними 2019 року, вона керувала адвокатським об'єднанням «Веста». У цій сфері Михайленко працювала з 2007 року.

## Статки
Згідно з декларацією 2019 року, у власності Віри Михайленко була квартира у передмісті Києва і ще одна у співвласності.
Також у декларації було зазначено авто Skoda Rapid 2013 року випуску та дохід за 2017 рік 36 тисяч гривень, а також 15 тисяч доларів готівкою.

## Скандали
Восени 2020 року Третя дисциплінарна палата Вищої ради правосуддя притягла до відповідальності Михайленко, яка на той час була вже слідчим суддею ВАКС.
Їй було призначено попередження за дозвіл проводити заочне розслідування щодо скандального екс-міністра часів Януковича-Азарова Миколи Злочевського. Останній втік із України у 2014 році.